# سد شهید پارسا سرایان
سد شهید پارسا، بزرگترین سد خاکی شهرستان سرایان می باشد که در ۱۲ کیلومتری شمال شهر سرایان واقع شده است. این سد از رودخانه زو که از کوه‌های اطراف سرچشمه می گیرد، آبگیری می شود.
سد شهید پارسا، از نوع خاکی و با ارتفاع ۵.۳ متر و حجم ۷.۵ میلیون‌متر مکعب است.

## اهداف
بخشی از آب این سد شهید پارسا، برای آبیاری اراضی پایین دست‌ استفاده می شود. در سال ۱۴۰۱ هجری شمسی، به منظور افزایش راندمان انتقال آب سد و جلوگیری از اتلاف آب، نسبت به لایروبی کانال‌های آب به طول سه کیلومتر اقدام شده است.

## نگارخانه

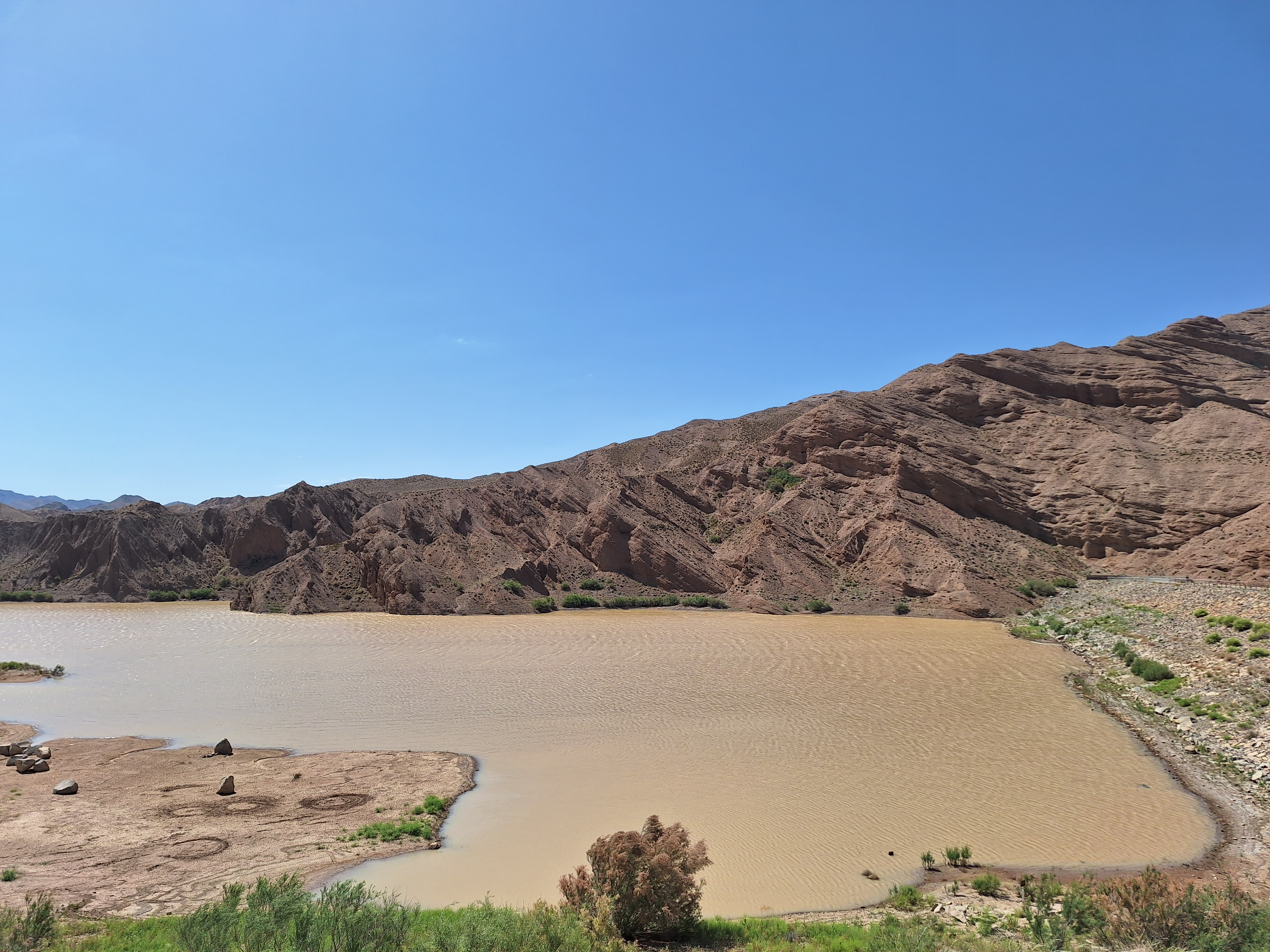
سد شهید پارسا سرایان همراه با نمای تاج و آب سد
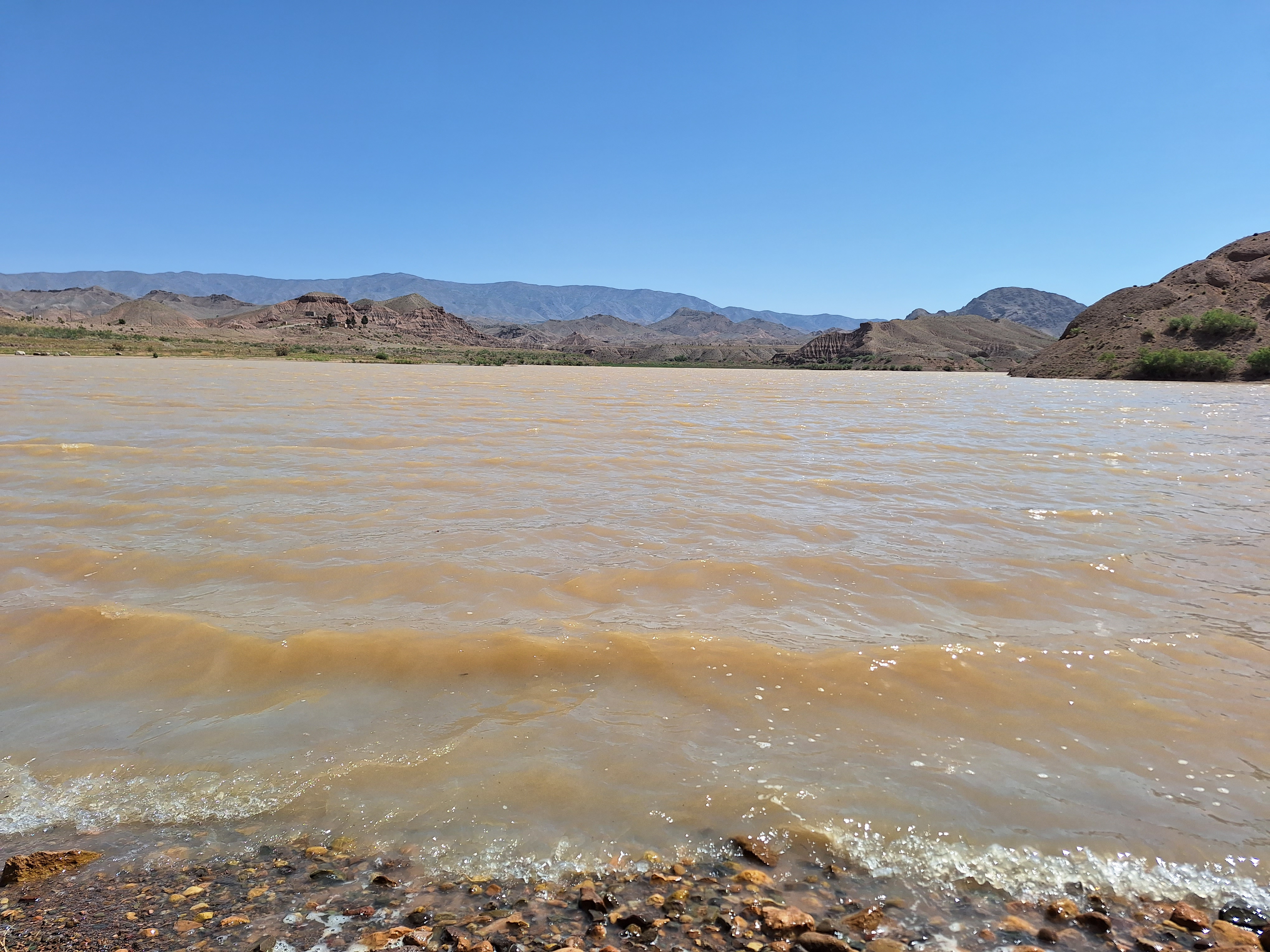
موج آب سد شهید پارسا سرایان
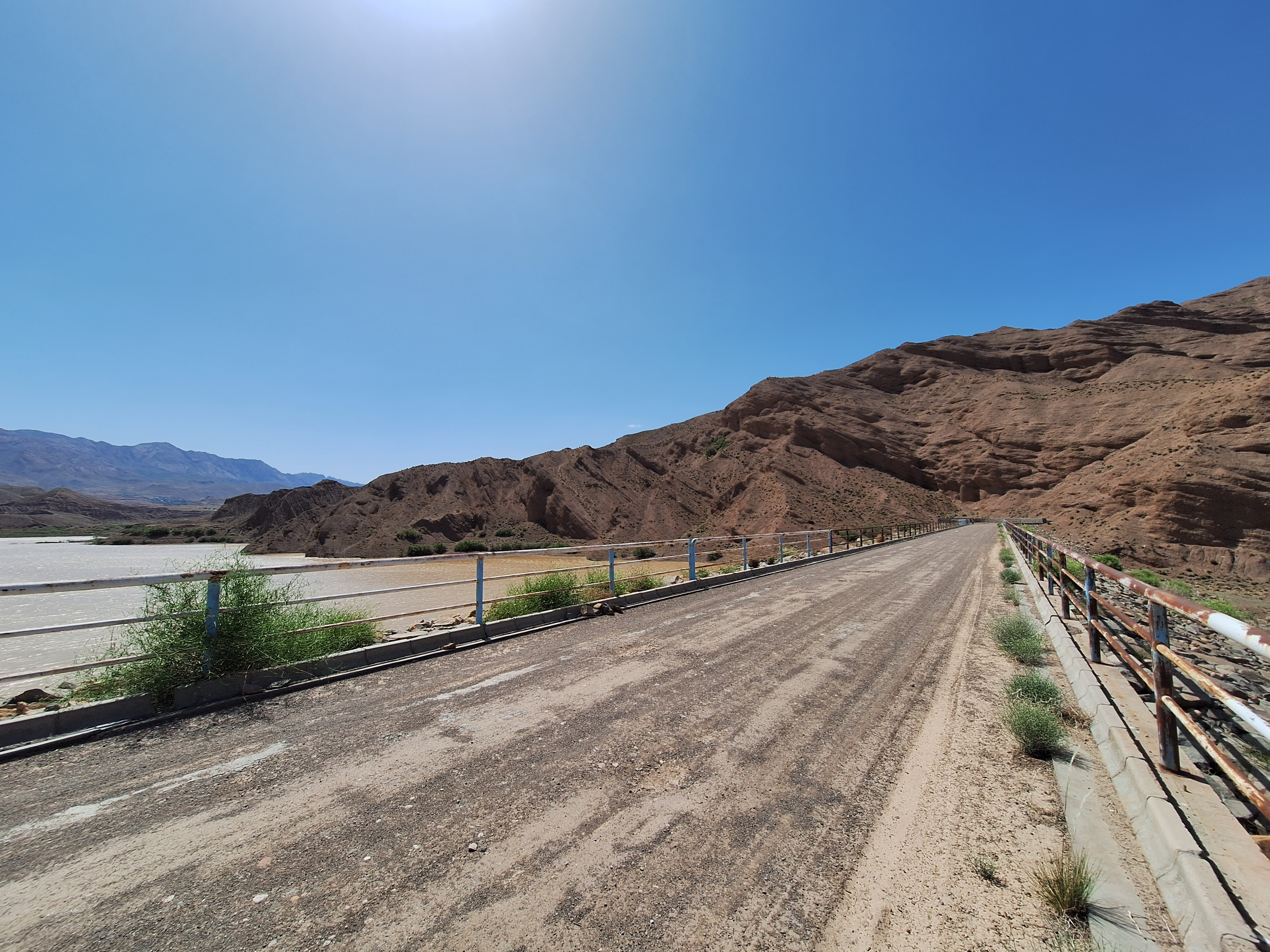
تاج سد شهید پارسا سرایان